# Mar Ahha
Treść tego artykułu może nie być zgodna z zasadami neutralnego punktu widzenia.
 Po wyeliminowaniu niedoskonałości należy usunąć szablon [[Szablon:Dopracować|]] z tego artykułu.
Mar Ahha zwany też Ahadabui i Akhu d’Awu był jednym z legendarnych zwierzchników Kościoła Wschodu. Według tradycji sprawował urząd biskupi około między 204 a 220 rokiem.
Mimo iż część uczonych, na przykład J. M. Fiey, jeden z najwybitniejszych znawców dziejów Kościoła Wschodu, podaje w wątpliwość jego istnienie to nadal jest on umieszczany na liście patriarchów. Fiey twierdzi że postać Mar Ahhy, biskupa Seleucji- Ktezyfonu, została wymyślona w VI wieku w celu zapełnienia luki między legendarnym Marim, uznawanym za ojca kościoła perskiego a Mar Papą bar Gaggią, pierwszym historycznie potwierdzonym biskupem Seleucji- Ktezyfonu.
Jego historia zawarta w Chronicon Ecclesiasticum budzi zastrzeżenia gdyż w tym okresie nie określano biskupów Antiochii tytułem "Patriarchów". Podejrzewa się, że historię mógł wymyślić Patriarcha Józef z VI wieku domniemany fałszerz najwcześniejszej historii Kościoła Wschodu.

## Życie
Fragment Kroniki Bar Hebraeusa:

Po Mar Jakubie, Mar Ahha. Otrzymał on to imię z powodu uderzającego podobieństwa do swojego ojca. Na krótko przed śmiercią, Mar Jakub polecił mu i Qamisho udać się do patriarchy Antiochii, który miał konsekrować jednego z nich na nowego biskupa. Usłuchali oni polecenia i gdy przybyli do Antiochii zatrzymali się w domu jednego ze swych współwyznawców. Krótko po przybyciu do miasta zostali oskarżeni przed zarządcą Antiochii o szpiegostwo na rzecz Persów. Zostali zatem uwięzieni w domu w którym się zatrzymali. Ahha zbiegł do Jerozolimy ale jego towarzysz i gospodarz domostwa zostali ukrzyżowani jako szpiedzy. Gdy patriarcha Antiochii dowiedział się, że Ahha przebywa w Jerozolimie, wysłał list do tamtejszych biskupów z prośbą aby ci konsekrowali Ahhę i wysłali go na wschód. Biskupi wysłuchali próśby zawartej w liście i Ahha jako biskup udał się do Seleucji. Następnie biskupi Zachodu wezwali biskupów wschodu do wyboru nowego przywódcy kościelnego. Ahha napisał do nich list z prośbą o ogłoszenie metropolity Wschodu Katolikosem i Patriarchą aby nie musiał się udawać do Antiochii. Tamtejszy Patriarcha był stanowczo przeciwny tej idei. Mar Ahha odszedł do Pana po piętnastu latach służby i został pochowany w Seleucji.